# Joan Miquel Oliver i Ripoll
Joan Miquel Oliver i Ripoll (Sóller, Mallorca, 1974) és un compositor, escriptor, cantant i guitarrista mallorquí. Començà la seva carrera musical com a integrant dels grups Fora des Sembrat i La Fosca. Més endavant, Oliver esdevengué compositor, lletrista i guitarrista del grup de pop mallorquí Antònia Font, on s'establí com una de les figures prominents del panorama musical illenc i català. El de facto líder del grup, Oliver marcava «l'ADN d'Antònia Font» i fou cabdal en la creació d'àlbums aclamats per la crítica i el públic com Alegria (2002), Taxi (2004) o Lamparetes (2011). Paral·lelament, Oliver desenvolupà una carrera en solitari amb els discs Surfistes en càmera lenta (2005) i Bombón Mallorquín (2009).
Durant la interrupció de l'activitat d'Antònia Font entre 2013 i 2021, Oliver es dedicà plenament al seu projecte en solitari. De moment, ha publicat una trilogia de discs: Pegasus (2015), Atlantis (2017) i Elektra (2018), amb bona rebuda. Simultàniament, Oliver s'ha dedicat a la literatura i la poesia, desplegada primerament amb el poemari Odissea trenta mil (2002). L'any 2008 publicà el seu primer llibre de narrativa, El misteri de l'amor, no exempt de polèmica per no respectar les normes de puntuació en la seva redacció. Continuà el 2013 amb una obra teatral, Un quilo d'invisible, el 2014 amb el dietari Setembre, octubre i novembre i el 2018 amb la novel·la Alexandra Schneider und ihr Casiotone, que narra una invasió alienígena a Mallorca.

## Odissea trenta mil(2003)

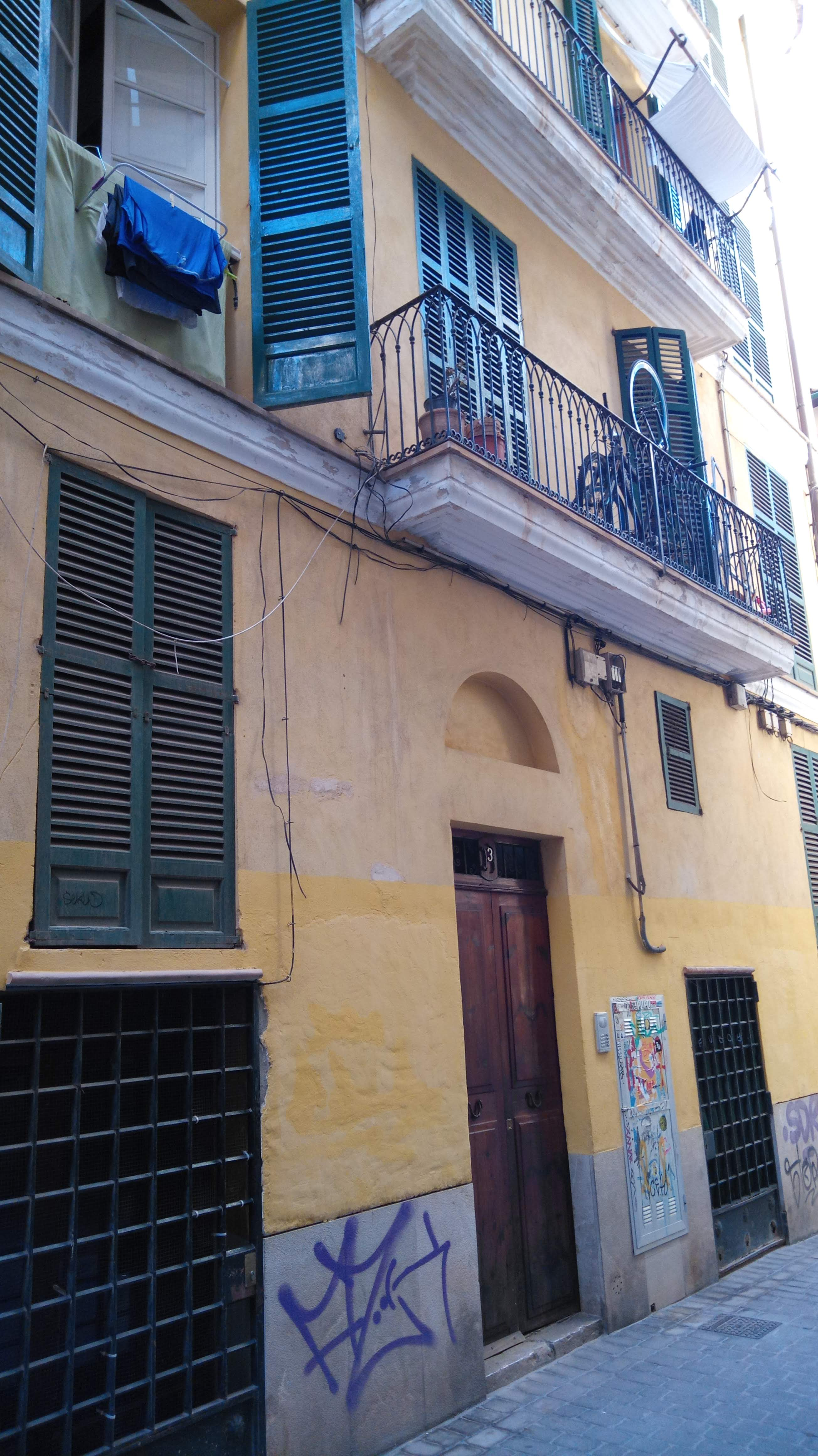
Bloc d'apartaments al número 3 del carrer de la Missió, en el qual està situat l'habitatge a què fa referència la primera cançó del disc Odissea trenta mil

El 2002 Joan Miquel Oliver va publicar un poemari intitulat Odissea trenta mil, que el mateix any va musicar i convertir en un àlbum, també intitulat Odissea trenta mil, i publicat l'abril de 2003 sota el nom de Drogueria Esperança. El disc consta de quatre temes; el primer compta amb la col·laboració d'Antoni Artigues, qui posa la veu, mentre que en els dos següents la veu és d'Estefania Reus i d'Antònia Font, la inspiradora del nom del grup.

### Llista de cançons
| 1. | «Inventari pis carrer Missió nº3, 2ª» | 5:14  |
| 2. | «Que no rima»                         | 8:30  |
| 3. | «Que rima»                            | 11:38 |
| 4. | «Odissea trenta mil»                  | 3:10  |

## Surfistes en càmera lenta(2005)
Surfistes en càmera lenta és el primer àlbum d'estudi de Joan Miquel Oliver en solitari, exceptuant el poemari Odissea trenta mil. Fou publicat el 2005 sota el segell discogràfic DiscMedi/Blau.

### Llista de cançons
| 1.  | «Rellotge»                     | 1:16 |
| 2.  | «Emerson Fitipaldi»            | 2:08 |
| 3.  | «Surfistes en càmera lenta»    | 2:51 |
| 4.  | «La mujer que mordió un piano» | 2:15 |
| 5.  | «M'encanta París»              | 3:04 |
| 6.  | «Pallasso»                     | 1:41 |
| 7.  | «Molí de vent»                 | 2:41 |
| 8.  | «Petit homenet»                | 3:34 |
| 9.  | «Soy un lo-fi»                 | 2:04 |
| 10. | «Picnic»                       | 0:52 |
| 11. | «Foto»                         | 4:34 |

## Bombón Mallorquín(2009)

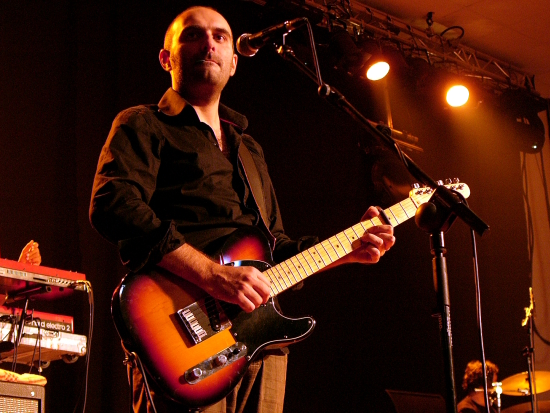
Joan Miquel Oliver en un concert d'Antònia Font el 2008

Bombón Mallorquín és el seu segon àlbum d'estudi en solitari, publicat el 2009 també sota el segell DiscMedi/Blau. El disc, que manlleva el títol del gelat tan popular a Mallorca, es postula com «una autobiografia poètica» segons el mateix Oliver, que retorna a la infantesa i explora el pas del temps. Les dotze cançons del disc no s'emmarquen dins cap estil específic i abracen estils com el pop, el folk, la música electrònica, la música simfònica, el rap o el reggaeton.
Juan Cervera de Rockdelux va fer una crítica positiva de l'àlbum, emfatitzant el seu eclecticisme i remarcant com aquest «convida a mirar sense temor aquells racons desconeguts que tots portem dins». La publicació del disc coincidí amb la publicació de Quadern 2008, un facsímil de cent vint pàgines que recull les anotacions que Oliver feu en un bloc de notes i que acabaren donant lloc a Bombón Mallorquín, comentades pel músic.

### Llista de cançons
| 1.  | «Lego»                  | 3:37 |
| 2.  | «Fantasia MIDI»         | 1:49 |
| 3.  | «Polo de llimona»       | 2:41 |
| 4.  | «Final feliç»           | 2:56 |
| 5.  | «Marcianet de Mart»     | 4:05 |
| 6.  | «Somiers»               | 1:53 |
| 7.  | «Ryanair»               | 2:50 |
| 8.  | «Jo diria "cine"»       | 2:53 |
| 9.  | «Dins un avió de paper» | 2:18 |
| 10. | «Arbre que mira farola» | 3:18 |
| 11. | «Polo de menta»         | 3:12 |
| 12. | «Ai las!»               | 2:03 |

## Pegasus(2015)
Pegasus és el tercer àlbum d'estudi de Joan Miquel Oliver, publicat el 14 d'abril de 2015 sota el segell Sony Music. El 7 d'abril, una setmana abans de la seva publicació, es va presentar el videoclip del primer senzill del disc, «Flors de cactus», realitzat per Mai Balaguer, Jordi Fàbregas i Óscar Lorca. Oliver assenyalà que era «un poc diferent» de tot el que havia fet fins llavors en solitari, ja que Pegasus era el primer treball posterior a la separació d'Antònia Font, la qual cosa el convertia en el seu projecte principal i no pas en un de complementari.
Inicialment Oliver enregistrà el disc al seu estudi particular, però després anà a l'estudi de Quimi Portet, a qui demanà assistència perquè estava insatisfet amb el resultat de la seva veu. Portet fou a més l'ideòleg del nom de Pegasus; Oliver volia titular-lo Marès a radial, com la primera cançó del disc. En una anàlisi a Rockdelux, David Saavedra definí Pegasus com «una meravellosa col·lecció de cançons» i apuntà que «Flors de cactus» era la millor del disc. La portada de l'àlbum és obra del mallorquí Albert Pinya.

### Llista de cançons
| 1.  | «Marès a radial»             | 3:43 |
| 2.  | «Pegasus»                    | 2:49 |
| 3.  | «Orthopedic Ragtime»         | 4:17 |
| 4.  | «Teuleres tancades»          | 1:47 |
| 5.  | «Ecos d'ambulàncies»         | 3:39 |
| 6.  | «Fèmurs»                     | 2:26 |
| 7.  | «Esferes»                    | 2:11 |
| 8.  | «Món vegetal»                | 4:26 |
| 9.  | «Flors de cactus»            | 3:31 |
| 10. | «Mil bilions en estrelletes» | 3:52 |

## Atlantis(2017)
Atlantis és el quart àlbum d'estudi de Joan Miquel Oliver, publicat el 7 d'abril del 2017 sota el segell discogràfic Sony Music. És la segona entrega de la trilogia que començà amb Pegasus; segons Oliver, aquesta va «un pas més enllà» que el seu predecessor, en gran part gràcies al seu domini de l'electrònica. La temàtica del disc pivota entorn de la decadència de Mallorca per culpa del turisme, que podria arribar a enfonsar-se com l'Atlàntida, emfatitzada en cançons com «Posidònia» i «La mar treu sabates».
El 9 de març, es va fer públic un primer avançament del disc amb la publicació del senzill «Rumba del temps», en format digital. Més endavant, el 22 d'aquell mateix mes, la revista Enderrock va avançar «Agricultors ingràvids» com a segon tema d'Atlantis. Dia 29 de març, també en el marc promocional de l'àlbum, Oliver presentà un videoclip de la cançó «Atlantis», dirigit per l'estudi Pedra i llum negra i amb la coreografia a càrrec d'Anna Hierro. La direcció artística de la portada fou de nou a càrrec d'Albert Pinya, que substituí els colors de Pegasus pels seus complementaris.
Atlantis va tenir bona rebuda entre la crítica. César Prieto de la revista Efe Eme va definir el disc com a «superb» i va destacar la varietat de gèneres i estils que inclou, com la música acústica i el pop electrònic. Mireia Pería de Jenesaispop va apuntar que «potser es troba un escaló per davall de Pegasus» i va assenyalar «Agricultors ingràvids» i «Atlantis» com a punts àlgids. Va qualificar Atlantis amb un 7,5 sobre 10. En una anàlisi de l'àlbum, Pau Planas de La Tornada va escriure que amb Atlantis «Oliver sembla haver deixat enrere definitivament les inseguretats que l'havien acompanyat durant la primera etapa en solitari» i va puntuar el treball amb 4 estrelles de 5. La revista Enderrock el va classificar com l'11è millor disc del 2017.

### Llista de cançons
| 1.  | «Nins a tobogans»         | 3:03 |
| 2.  | «Agricultors ingràvids»   | 3:54 |
| 3.  | «Incident a sa pista dos» | 2:42 |
| 4.  | «Atlantis»                | 3:18 |
| 5.  | «Rumba del temps»         | 3:16 |
| 6.  | «Cançó de contacte»       | 2:21 |
| 7.  | «Posidònia»               | 2:50 |
| 8.  | «La mar treu sabates»     | 2:04 |
| 9.  | «Ses persones»            | 3:24 |
| 10. | «Torneig amistós»         | 2:26 |
| 11. | «Disseny de producte»     | 2:31 |
| 12. | «Ses coses»               | 3:17 |

## Elektra(2018)
Aquest treball és alguna cosa així com la síntesi dels dos treballs anteriors. El primer era una espècie d'assaig, a veure què passava; el segon corregia els errors del primer; i el tercer, aquest Elektra, és per dir que el primer no estava tan malament i que no ens passéssim amb el segon. 
Elektra és el cinquè àlbum d'estudi de Joan Miquel Oliver, publicat el 21 de setembre de 2018 sota el segell discogràfic DiscMedi. És l'entrega final de la trilogia que va començar amb Pegasus i continuar amb Atlantis. A diferència dels dos àlbums anteriors, produïts en solitari pel cantautor mallorquí, Elektra va incorporar el teclista Jaume Manresa i el bateria Xarli Oliver a l'estudi de gravació. Això va permetre un disc amb més pistes acústiques, en contrast amb la preeminència de l'electrònica a Atlantis.
El títol d'Elektra fa referència a «la força, l'electricitat», així com al mite d'Electra, a la qual «totes les putades que li passen […] són per ser dona», segons l'autor. La major part dels personatges que apareixen al llarg de l'enregistrament són dones valentes; Oliver aprofita el disc per conscienciar sobre el masclisme, «una de les coses que s'han d'arreglar urgentment». L'autor va citar la presència d'un component personal a algunes de les lletres, dedicades als seus pares i familiars. La cançó «Me'n vaig a viure a Lleida» està inspirada en la violència del referèndum de l'1 d'octubre, convertint-se en la primera cançó política en el repertori del solleric.
El primer avançament del disc va ser el senzill «Save the planet» (Salva el planeta, en anglès), una breu peça instrumental que, segons Oliver, «més que un tema ecologista, [fa] cantar els marcianets a través dels sintetitzadors». El 7 de setembre, Oliver va avançar una altra cançó d'Elektra, «Honey» (mel), en exclusiva per iCat, que parla sobre la seva vida com a compositor. L'estrena de l'àlbum fou una setmana abans de la seva publicació, el 14 de setembre a Vic. El cantautor mallorquí presentarà l'àlbum els dies 11, 12 i 13 d'octubre a Porreres, Inca i Sant Llorenç des Cardassar, respectivament.
La revista Enderrock el va situar en 15a posició en els millors discos del 2018. Més endavant, va rebre el premi a millor disc de l'any en els II Premis Enderrock de la Música Balear.

### Llistat de cançons
| 1.  | «Honey»                      | 3:07 |
| 2.  | «Per a totes ses mamàs»      | 2:13 |
| 3.  | «Hipotèrmia»                 | 2:28 |
| 4.  | «Elektra»                    | 3:20 |
| 5.  | «Sa música»                  | 3:03 |
| 6.  | «Goletes»                    | 2:17 |
| 7.  | «Exploram s'avorriment»      | 2:51 |
| 8.  | «Orangutans»                 | 1:31 |
| 9.  | «Líquens arborescents»       | 4:50 |
| 10. | «Me'n vaig a viure a Lleida» | 1:59 |
| 11. | «Save the planet»            | 1:35 |
| 12. | «Bucle infinit»              | 2:03 |

## Aventures de la nota La(2020)

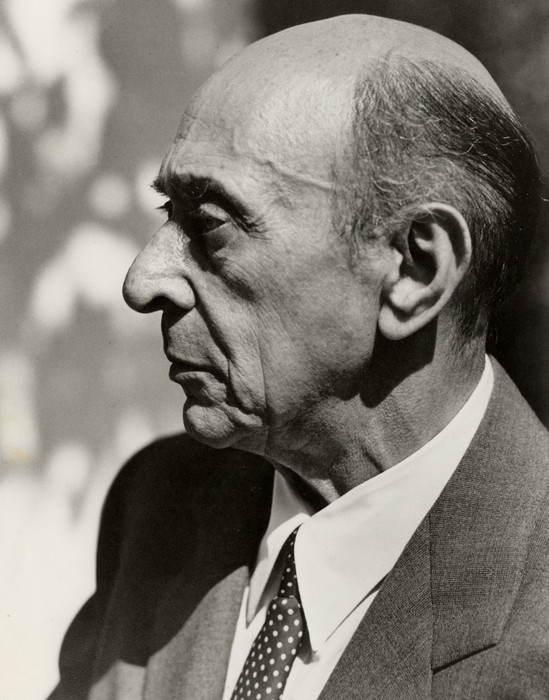
Aventures de la nota La està basat en el dodecafonisme, ideat per Arnold Schönberg a principis del s., que dona la mateixa importància a totes les dotze notes de l'escala cromàtica

Aventures de la nota La és el sisè disc d'estudi de Joan Miquel Oliver, publicat el 16 d'octubre de 2020 sota el segell discogràfic Blau en format CD i LP. És el disc més experimental de la seva carrera en solitari i destaca per estar compost basant-se en el dodecafonisme i per l'àbsencia de veu. Albert Pinya, autor de la portada dels tres discs anteriors, va il·lustrar la portada d'Aventures i una obra corresponent a cada una de les 12 cançons del disc, així com un videoclip per la cançó «Mistery Safari». Xarli Oliver, que ja havia participat a Elektra, es va encarregar de la bateria.
La idea original d'Oliver era compondre un àlbum instrumental. Aviat es va decantar per l'atonalitat i per «anar als fonaments melòdics», a fi de fer una composició prou diferent dels seus treballs anteriors de música pop. Segons l'autor, Aventures de la nota La conté «tot el que puc donar com a músic ara com ara».

### Llistat de cançons
| 1.  | «Entrada al bosc de Sor Tomasseta» | 2:42 |
| 2.  | «Magnum»                           | 1:50 |
| 3.  | «Valset de la muerte»              | 2:59 |
| 4.  | «Dia i mig a l'Antic Egipte»       | 2:40 |
| 5.  | «Aleatori amb trampa»              | 1;53 |
| 6.  | «Mistery Safari»                   | 2:48 |
| 7.  | «Things on Top of Other Things»    | 5:10 |
| 8.  | «Ocellets i un ovni»               | 1:33 |
| 9.  | «Valis de Philip K. Dick»          | 3:10 |
| 10. | «Per aquí és més curt»             | 4:53 |
| 11. | «Pageseta»                         | 1:53 |
| 12. | «Tothom content»                   | 1:59 |

## Discografia
Com a Drogueria Esperança
- 2002: Odissea trenta mil

Com a Joan Miquel Oliver
- 2005: Surfistes en càmera lenta
- 2005: Live in Paris
- 2007: Sa núvia morta - Hansel i Gretel (single)
- 2008: Banda sonora de la pel·lícula My Way
- 2009: Bombón Mallorquín
- 2011: Concert a Paris (fals directe amb Albert Pla)
- 2013: Banda sonora del llibre multimèdia Un quilo d'invisible
- 2015: Pegasus
- 2017: Atlantis
- 2018: Elektra
- 2020: Aventures de la nota La[39][42]
- 2023: Electronic Devices

Amb Antònia Font
- 1999: Antònia Font
- 2001: A Rússia
- 2002: Alegria
- 2004: Taxi
- 2006: Batiscafo Katiuscas
- 2007: Coser i cantar
- 2011: Lamparetes
- 2012: Vostè és aquí
- 2022: Un minut estroboscòpica

Col·laboracions
- 2016: Ós Bipolar de Quimi Portet[43]

## Obra literària
- Odissea trenta mil (poemes), La Butzeta 17, Lleonard Muntaner ed. (Palma, 2002)
- El misteri de l'amor, Narrativa 321, Empúries (Barcelona, 2008)
- Un quilo d'invisible (teatre), Narrativa 433, Empúries (Barcelona, 2013)
- Setembre, octubre i novembre, L'Altra Editorial (Barcelona, 2014)
- Alexandra Schneider und ihr Casiotone, L'Altra Editorial (Barcelona, 2018)